# إيرم حلواجي أوغلي
إيرم حلواجي أوغلي (بالتركية: İrem Helvacıoğlu)‏ فنانة تركية من مواليد فبراير عام 1990م.
أصلها من أنقرة، لكنها ولدت وترعرعت في ألمانيا وأنهت معظم دراستها هناك. بعد عودتها إلى تركيا تلقت دروسًا في التمثيل وقررت البحث عن فرصة لدخول هذا العالم.

## حياتها الفنية
بسبب اهتمامها الخاص بالتمثيل والمسرح وبعد انتهاءها من التدريبات حصلت على فرصة للظهور بمسلسل وادي الذئاب والذي أظهرها للساحة الفنية، كما شاركت أيضا في مسلسل «شرطة بهزات»، وكانت نقطة تحول في حياتها العملية وحصلت على شهرة معقولة أهلتها للتمثيل في ثاني مسلسل لها (مسلسل القرن العظيم – حريم السلطان)، فكانت انطلاقتها من هذا المسلسل. ومع دبلجة وترجمة مسلسلاتها بدأ الجمهور العربي بالتعرف عليها. من أهم الأعمال الأخرى التي قدمتها وكانت بطولة مطلقة لها هي وشريكها بالعمل اولاش تونا  《اشرح أيها البحر الأسود» في دور «نفس».

## أعمالها
| اسم المسلسل                         | دورها        | سنة عرض المسلسل |
| ----------------------------------- | ------------ | --------------- |
| وادي الذئاب                         | اسراء تركمان | 2012            |
| حريم السلطان                        | كلارا        | 2014            |
| غرفة 309                            | بيلينسو      | 2016            |
| بنات الشمس                          | توتشا        | 2015- 2016      |
| اشرح ايها البحر الأسود التوت الاسود | نفس          | 2019-2018 2024  |